# 幽王 (楚)
幽王（ゆうおう）は、中国戦国時代の楚の王（在位：紀元前237年 - 紀元前228年）。姓は羋、氏は熊。諱は悍。考烈王の子とされるが、実父は春申君だとも言われる。

## 生涯
考烈王25年（紀元前238年）、父の考烈王が逝去すると、母の兄の李園は春申君の食客であったが、年老いた春申君を暗殺して、公子悍を即位させて自らは宰相となった。
幽王3年（紀元前235年）、楚は秦と魏の連合軍に攻められた。
幽王10年（紀元前228年）3月、幽王は在位10年で逝去した。